# Bothriechis guifarroi
Espèce
Bothriechis guifarroi est une espèce de serpents de la famille des Viperidae.

## Répartition
Cette espèce est endémique du département d'Atlántida au Honduras. Elle se rencontre entre 1 015 et 1 450 m dans la cordillère Nombre de Dios.

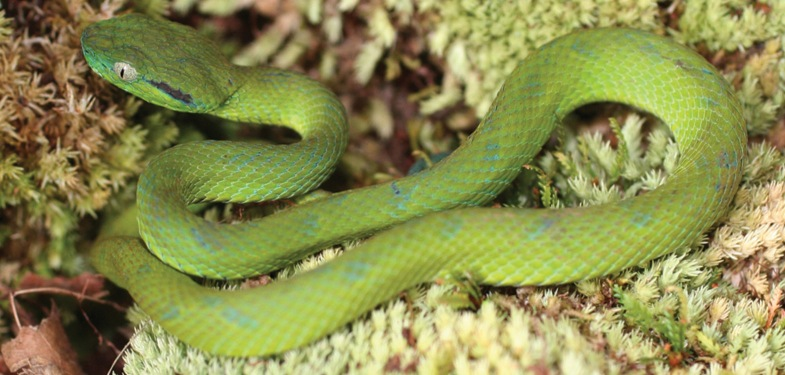

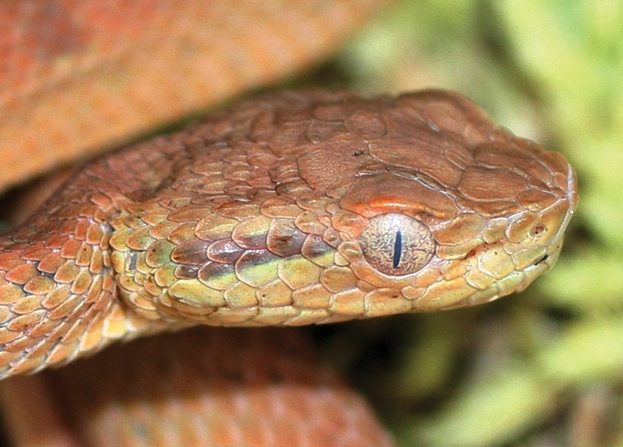

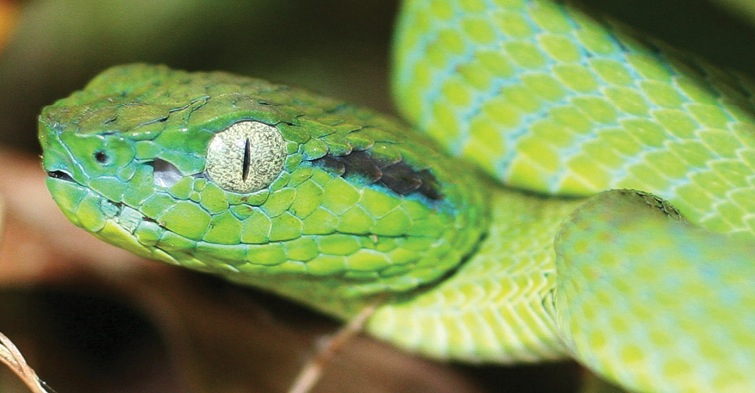

## Étymologie
Cette espèce est nommée en l'honneur de Mario Guifarro.

## Publication originale
- Townsend, Medina-Flores, Wilson, Jadin & Austin, 2013 : A relict lineage and new species of green palm-pitviper (Squamata, Viperidae, Bothriechis) from the Chortís Highlands of Mesoamerica. ZooKeys, no 298, p. 77-105 (texte intégral).